# Fliehkraftabscheider

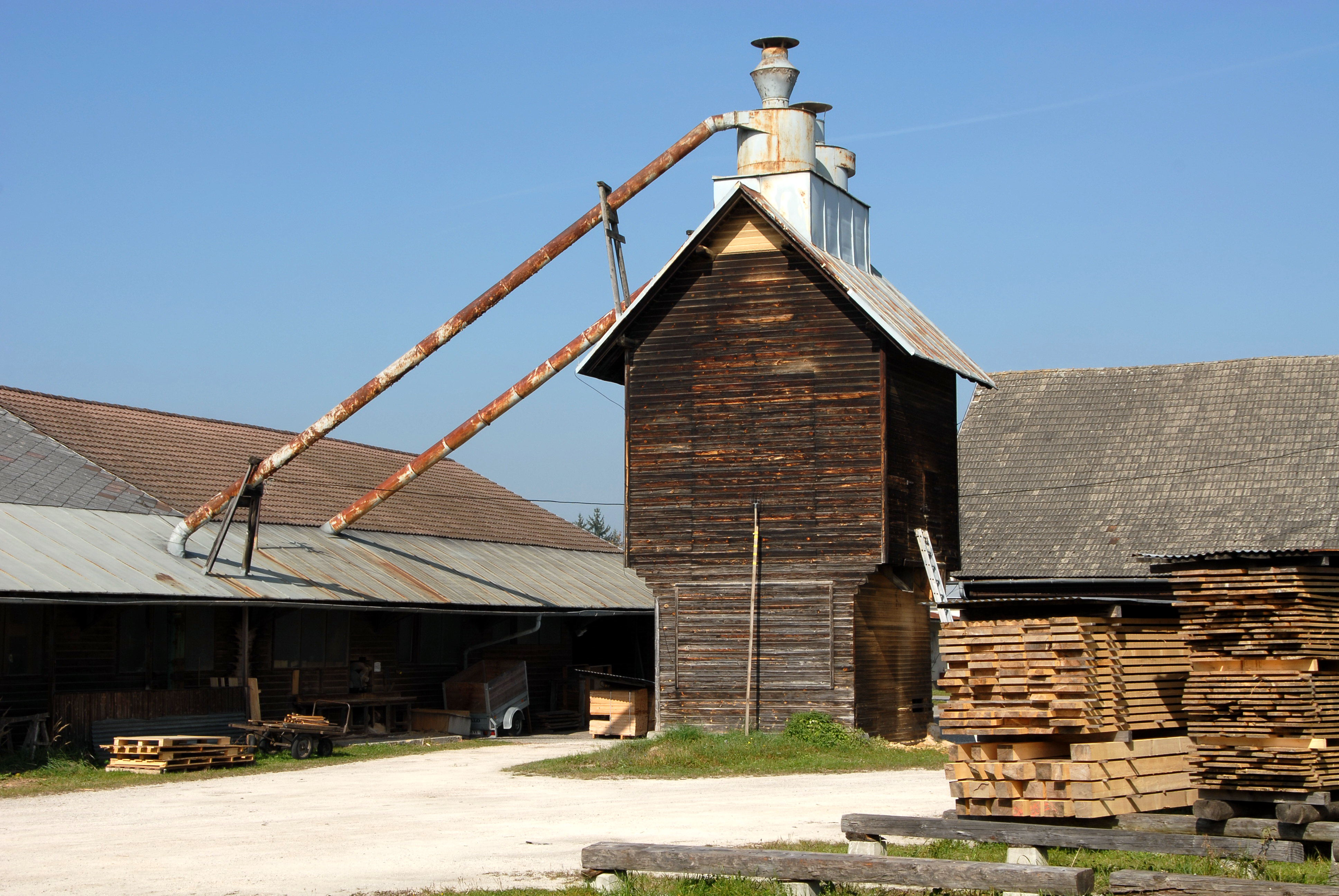
Zyklone auf dem Dach eines Holzspänesilos

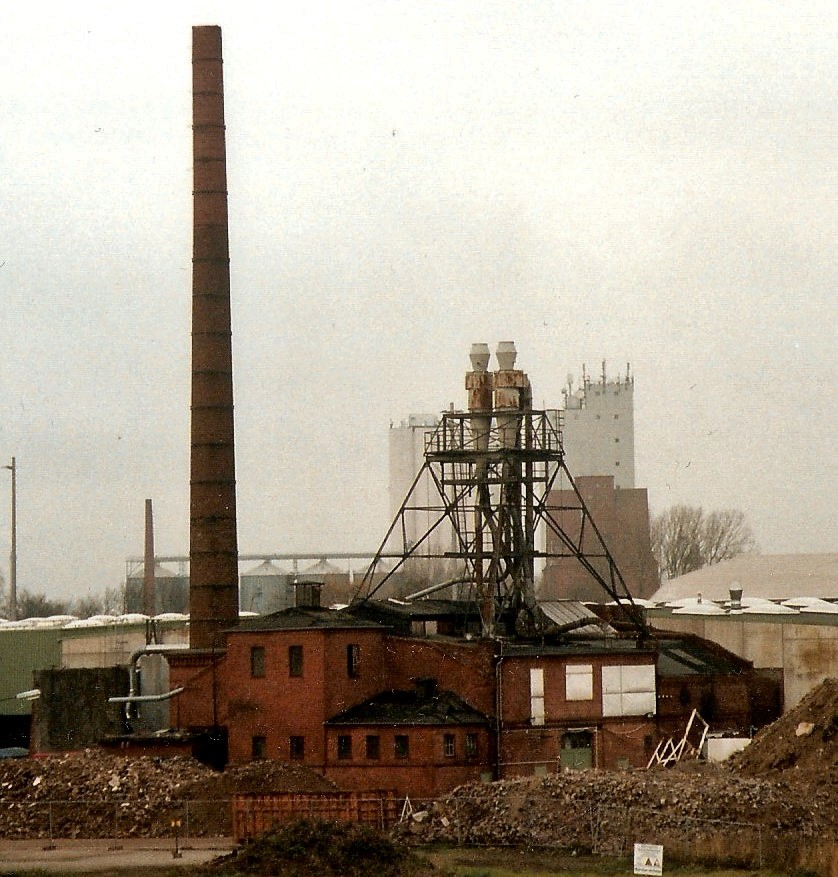
Ein zum Abriss freigegebener Unternehmensteil mit dominierenden Zyklonabscheidern

Fliehkraftabscheider, manchmal auch Zyklon, Zyklonabscheider, Zyklonfilter, Zyklon(en)entstauber oder Wirbler genannt, dienen als Massenkraftabscheider in technischen Anlagen zur Abscheidung von festen oder flüssigen Partikeln, die in Gasen enthalten sind, z. B. zur Abgasreinigung. Als Trennverfahren werden Zentrifugalkräfte verwendet, die durch Erzeugung einer Wirbelströmung entstehen.
Zur Trennung von Emulsionen und Suspensionen werden Hydrozyklone verwendet.

## Abgrenzung
In Schwerkraft-, Trägheits- und Fliehkraftabscheidern sowie Zentrifugen werden Stoffe durch ihre Dichteunterschiede getrennt. Größere Partikel werden dabei schneller und damit besser abgetrennt als kleinere (aber gleicher Dichte). Im Wasser beispielsweise sinkt ein großer Stein viel schneller als ein Sandkorn gleichen Materials, und eine große Luftblase steigt schneller auf als ein winziges Bläschen. Weil das Volumen (und damit Trägheit, Fliehkraft, Schwerkraft und Auftrieb) mit der Ausdehnung stärker wächst als der Strömungswiderstand, müssen sich größere Partikel schneller durch das Medium bewegen, um ein Kräftegleichgewicht herzustellen.
Die Fliehkraft ist eine Scheinkraft, die im mitdrehenden Bezugssystem auftritt, und der Trägheit im ruhenden Bezugssystem entspricht. Die beiden sind also ident, der Unterschied entsteht nur aus der unterschiedlichen Betrachtungsweise.

### Abgrenzung zur Zentrifuge
Sowohl Fliehkraftabscheider als auch Zentrifugen nutzen die auf die jeweiligen Apparate-Inhalte wirkende Zentrifugalbeschleunigung zur Stofftrennung.
Während jedoch bei einer Zentrifuge die notwendige kinetische Energie durch die Rotationsbewegung des Behälters auf das aufzutrennende Medium übertragen wird, werden im Fliehkraftabscheider die Gase – als Träger der abzuscheidenden Partikel – aufgrund ihrer eigenen Strömungsgeschwindigkeit durch den entsprechend gestalteten feststehenden Abscheider hindurch in eine Drehbewegung versetzt.

### Abgrenzung zu anderen Massenkraftabscheidern
Wie bei Schwerkraft- oder Trägheitsabscheidern werden bei Fliehkraftabscheidern massenproportionale Kräfte zur Partikelabscheidung eingesetzt. Die wirksamen Kräfte sind bei den vorgenannten Abscheidern im Wesentlichen die Schwerkraft bzw. die Trägheitskraft. Bei Trägheitsabscheidern wird – anders als bei Fliehkraftabscheidern – der aufzutrennende Stoffstrom nicht länger in Drehung versetzt, sondern nur umgelenkt.

## Aufbau
Gängige Außendurchmesser von Fliehkraftabscheidern bewegen sich zwischen 20 cm und 6 m. Die Zuführung des partikelbeladenen Gases zum rotationssymmetrischen Abscheideraum kann tangential (Tangential-Zyklonabscheider) oder axial (Axialabscheider) erfolgen. Bei beiden Bauarten erfolgt ein Transport der Partikel zur Wandung des Abscheideraums.

### Tangential-Zyklonabscheider

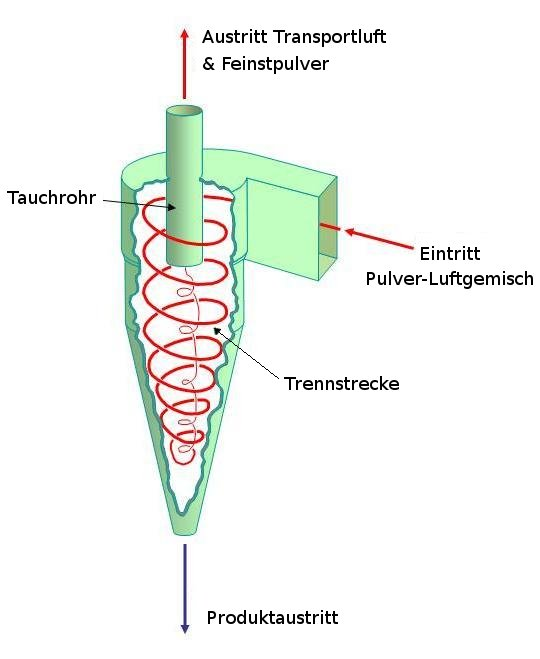
Funktionsprinzip eines Tangential-Zyklonabscheiders

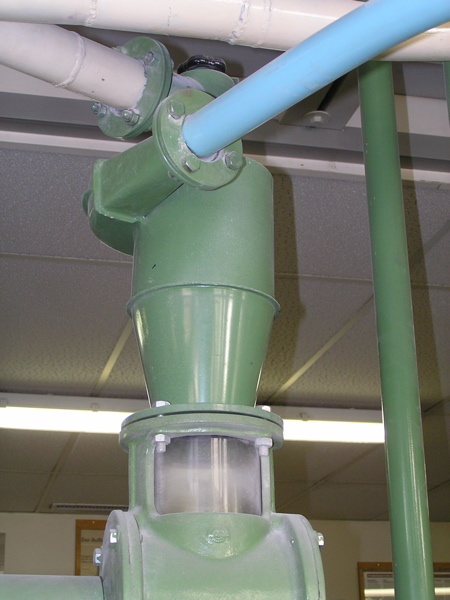
Kleiner Fliehkraftabscheider in einer Mühle

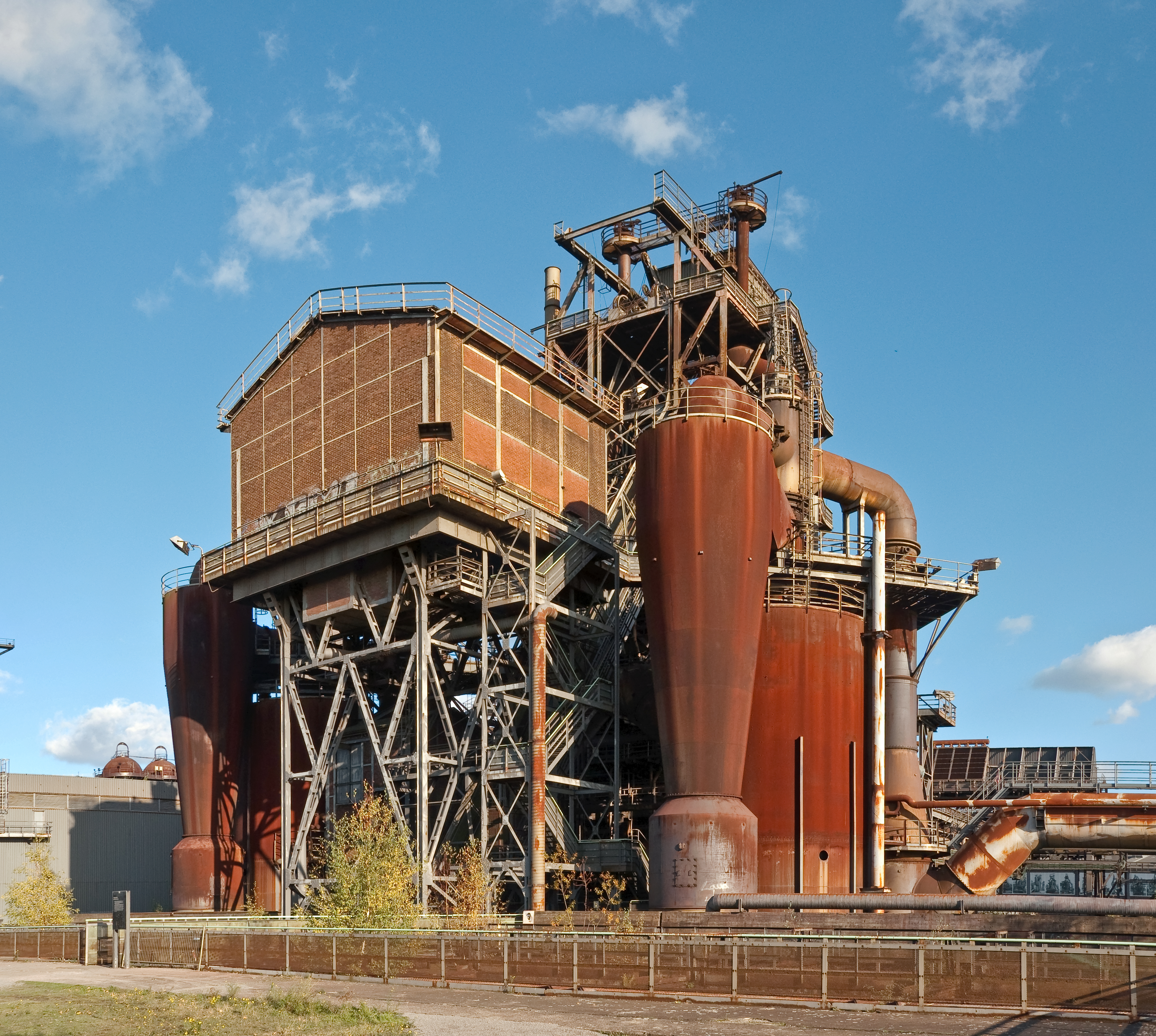
Hochofenanlage mit „Wirbler“ (Bildmitte) und Staubsack

Ein Tangential-Zyklonabscheider besteht im Wesentlichen aus vier Teilen: Dem Einlaufzylinder (oben), dem Kegel (Mitte), dem Partikelauffangbehälter (Bunker, unten) und dem Tauchrohr (mittig von oben herab im Einlaufzylinder angebracht).
Im Einlaufzylinder wird das Gas-/Partikelgemisch bzw. Flüssigkeit-/Partikelgemisch tangential eingeblasen und auf eine kreisförmige Bahn gebracht. Durch die Verjüngung des anschließenden Kegels nimmt die Drehgeschwindigkeit dermaßen zu, dass die Partikel durch die Fliehkraft an die Kegelwände geschleudert und soweit abgebremst werden, dass sie sich aus der Strömung lösen und nach unten in den Auffangbehälter rieseln. Bei entsprechend schweren Partikeln ist der Kegel nicht unbedingt nötig. Das gereinigte Gas bzw. die Flüssigkeit verlässt den Kegel durch das mittige Tauchrohr nach oben.
Die Führung des Gemisches kann durch schneckenförmig an der Innenwand des Abscheiders angebrachte Leitbleche verstärkt werden. Um zu vermeiden, dass der Wirbel Partikel aus dem Bunker wieder herausreißt, ist der Übergang vom Kegel zum Bunker oft zusätzlich durch einen in der Mitte stehenden Apexkegel (apex ist lateinisch für „Spitze“) verschlossen, sodass lediglich ein ringförmiger Schlitz zwischen Kegelwand und Apexkegel bleibt, durch den die Partikel in den Bunker gelangen.
Der Bunker kann während des Betriebs geleert werden, wobei der Austrag zur Vermeidung eines Gasaustausches mit der Umgebung über eine Zellenradschleuse erfolgt.

### Axialabscheider
Bei Axialabscheidern wird der Drall zumeist durch Leitschaufeln erzeugt. Das Tauchrohr befindet sich dem Gaseinlass gegenüber. Die abgeschiedenen Partikel gelangen durch einen Ringspalt zwischen Abscheiderwand und Tauchrohr in einen Sammelbehälter.
Im Gegensatz zum Tangential-Zyklonabscheider wird beim Axialabscheider die Strömungsrichtung nicht umgekehrt. Abscheidegrad und Druckverlust sind beim Axialabscheider geringer.

### Multizyklon
Da es nicht sinnvoll ist, bei größeren Abgasströmen einen entsprechend großen Zyklon zu verwenden, werden in solchen Fällen mehrere kleinere parallel geschaltete Zyklone in einem Gehäuse zu einem Multizyklon zusammengefasst. Für den Betrieb von Multizyklonen werden in der Regel Axialabscheider eingesetzt. Diese können aus bis zu mehreren hundert Einzelabscheidern bestehen.

## Einsatzgebiete
Mittels Fliehkraftabscheider lässt sich einfache Entstaubung mit verhältnismäßig geringem Aufwand lösen. In der Industrie ist er seit langem für seine robuste und wartungsarme Bauweise bekannt. Der Einsatz erstreckt sich über einen weiten Druckbereich von 0,01 bar bis 100 bar und Temperaturen bis über 1000 °C. Wegen der im Vergleich zu anderen Verfahren nur mäßigen Staubabscheideleistung bei feinsten Partikeln wird er oft als Vorabscheider eingesetzt, wie beispielsweise in Krematorien. Hinter Gaswäschern werden Zyklone häufig als Tropfenabscheider eingesetzt.
Die in einer Hochofenanlage als „Wirbler“ oder „Zyklone“ bezeichneten Fliehkraftabscheider sind beispielsweise als Zwischenglied zur feineren Grobentstaubung des Gichtgases dem einfacheren Staubsack nach- und dem Elektrofilter vorgeschaltet.
Arbeitszyklone werden auch zur Wasserabscheidung von Frischdampf zwischen Dampferzeuger und Turbine in Dampfkraftwerken und Kernkraftwerken oder zur Kondensatabscheidung in Gaskühlern verwendet.
In der Analysentechnik werden Zyklone als Messgaskühler eingesetzt. Dort soll eingebrachtes Kondensat und durch Kühlung (zur Trocknung) gebildetes Kondensat/Tropfen vom Gasstrom abgetrennt werden.
Die Bestimmung von Feinstaubfraktionen gemäß Norm EN 481 oder Johannesburger Konvention kann mithilfe von Fliehkraftabscheidern erfolgen.
In Mühlen werden Fliehkraftabscheider eingesetzt, um den Staub aus der Aspirationsluft zu entfernen. In Mühlen werden alle größeren Maschinen abgesaugt, da Mehlstaub die Gesundheit gefährden kann (Mehlasthma) und ein großes Risiko für eine Staubexplosion darstellt.

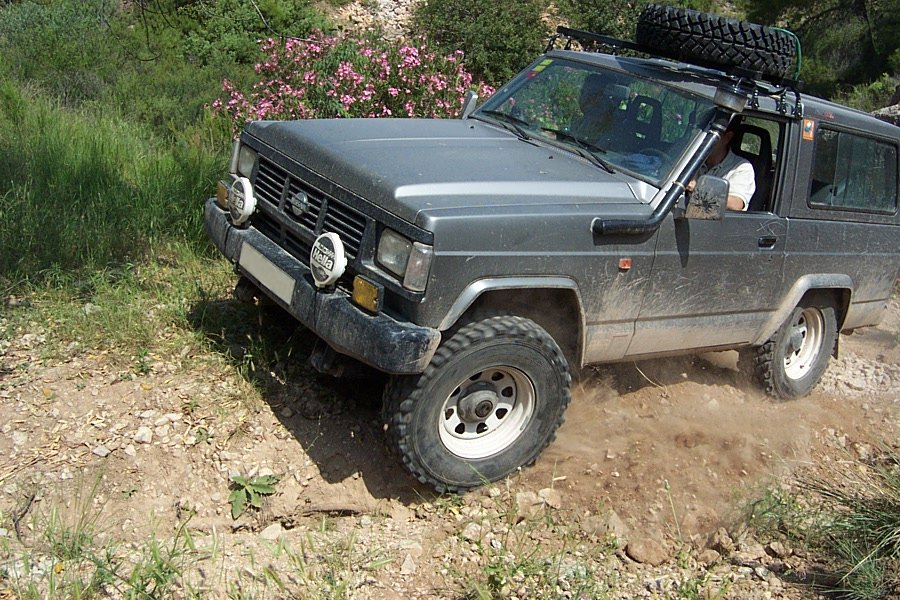
Geländewagen mit an der A-Säule montiertem Schnorchel mit einem Zyklonfilter am Einlass auf Höhe der Dachkante, um staubige Ansaugluft noch vor dem eigentlichen Motor-Luftfilter zu reinigen.

Bei Kraftfahrzeugen mit Verbrennungsmotor, die häufig in staubiger Umgebung arbeiten (wie beispielsweise Landmaschinen oder Geländefahrzeuge) wird ein Fliehkraftabscheider als Vorabscheider vor dem eigentlichen Luftfilter eingesetzt. Der sogenannte Zyklonfilter entfernt Staub und Wasser und entlastet so den eigentlichen Luftfilter. Dies führt zu einer deutlichen Standzeiterhöhung des Luftfilters.
Ältere Staubsauger und moderne Industriesauger (Allessauger) arbeiten ebenfalls nach dem Zyklon-Prinzip. Sie besitzen lediglich einen zylindrischen Behälter mit tangentialem Einlauf, in dem sich Feststoffe und Wasser sammeln. Das Tauchrohr ist häufig mit einem Partikelfilter versehen und besitzt teilweise ein Schwimmerventil, um das Sauggebläse bei vollem Behälter vor Wasser zu schützen. Der Partikelfilter war bei älteren Staubsaugern ein textiles Teil, an dem sich der Feinstaub außen sammelte. Heute werden zylindrische Filterkassetten verwendet.
Der Brite James Dyson entwickelte im Jahr 1985 einen ebenfalls auf dem Zyklon-Abscheiderprinzip basierenden beutellosen Haushaltsstaubsauger. Darauf basierende Weiterentwicklungen werden unter seinem Familiennamen, aber auch von anderen Herstellern vertrieben. Allerdings besteht bei diesen das Problem der mangelhaften Abscheidung von Feinstäuben, daher besitzen auf diesem Funktionsprinzip basierende Staubsauger in der Regel noch einen Endfilter.